# Abdulla Aripov
Abdulla Nigmatovich Aripov (en uzbeko: Abdulla Nig'matovich Oripov, en ruso: Абдулла Нигматович Арипов; Taskent, 24 de mayo de 1961) es el primer ministro de Uzbekistán desde el 14 de diciembre de 2016. Aripov pertenece al Partido Liberal Democrático de Uzbekistán. Fue vice primer ministro entre 2002 y 2012 y nuevamente en 2016.

## Trayectoria política

### Política
El 30 de mayo de 2002, Aripov fue nombrado vice primer ministro de Uzbekistán - Jefe del Complejo de Asuntos de Tecnologías de la Información y las Telecomunicaciones - Director General de la Agencia de Comunicaciones e Información de Uzbekistán. El 4 de febrero de 2005, fue nombrado vice primer ministro. A partir de octubre de 2009, es supervisor de la esfera social, la ciencia, la educación, la salud y la cultura, y además es responsable de los contactos con los miembros de la Comunidad de Estados Independientes. En agosto de 2012, en una reorganización, fue nombrado Jefe del Complejo de Sistemas de Información y Telecomunicaciones.
En septiembre de 2016, fue nuevamente nombrado vice primer ministro.
El 12 de diciembre de 2016, fue designado por el partido gobernante para formar un gabinete. El 14 de diciembre, fue confirmado como primer ministro por el parlamento. El 15 de diciembre, formó su gabinete.

## Vida personal
Aripov está casado y tiene cinco hijas.